# Організація українок Канади імені Ольги Басараб
Організація українок Канади імені Ольги Басараб (англ. Ukrainain Women’s Organization of Canada) — культурно-просвітницька жіноча організація в Канаді. Входить до складу Світової федерації організацій жінок України World Federation of Ukrainian Women's Organizations (WFUWO).

## Історія та діяльність
Одна з найперших, заснованих на теренах Канади. Свій початок ОУК бере у 1930 році, коли 30 листопада у Вінніпезі під патронатом УСГ відбулося велике протестаційне віче проти польського терору у Західній Україні, в якому активну участь взяло жіноцтво, що згуртувалося при цій організації. Після нього було вирішено заснувати свою окрему організацію. Згодом почали створюватись жіночі відділи та гуртки по всій Канаді, які прийняли назву «Організація Українок Канади імени Ольги Басараб». Своєю патронкою Ольгу Басараб жіноцтво вибрало недаремно – її патріотичне життя і геройська смерть надихали членок протягом усіх років, показуючи приклад вірного служіння українському народові.  У 1934 році Організація українок Канади ім. Ольги Басараб заснувала «Фонд Українського Золотого Хреста» для підтримки бездомних сиріт, вдів та інвалідів.
У 1948 році разом із Союзом українок Америки, Ліґою українських католицьких жінок Канади, Об'єднанням українок Бельгії, Об'єднанням українських жінок Німеччини, Організацією українських жінок Бразилії, Організацією українських жінок Великої Британії, Союзом українок Аргентини, Союзом українок Франції та Українським Золотим Хрестом США ОУК виступила співзасновницею СФУЖО — представницького органу при ООН
Члени організації, зокрема Ольга Бесараб, брали активну участь у заснуванні в січні 1950 р. і подальшій підтримці журналу «Жіночий світ», який виходить досі. Організація підтримує і сприяє розвиткові Української православної церкви Канади. Також багато уваги члени приділяють виховній роботі з дітьми та молоддю й утримують знаменитий Український музей Канади. Організація Українок Канади імені Ольги Басараб бере активну участь у житті української громади в Канаді, зокрема - у відзначенні і вшануванні жертв Великого Голодомору, у харитативній допомозі потребуючим ОУК здійснює матеріальну допомогу українцям, як в Україні так і поза її межами. Організацією було зібрано кошти на видавництво книги Лідії Орел "Земля, обпалена Чорнобилем". Надано фінансову допомогу таким комітетам: "Діти Чорнобиля", "Надія", Проект "Конвалія", Дитячий Змаговий Гурток "Колос" і т.д.

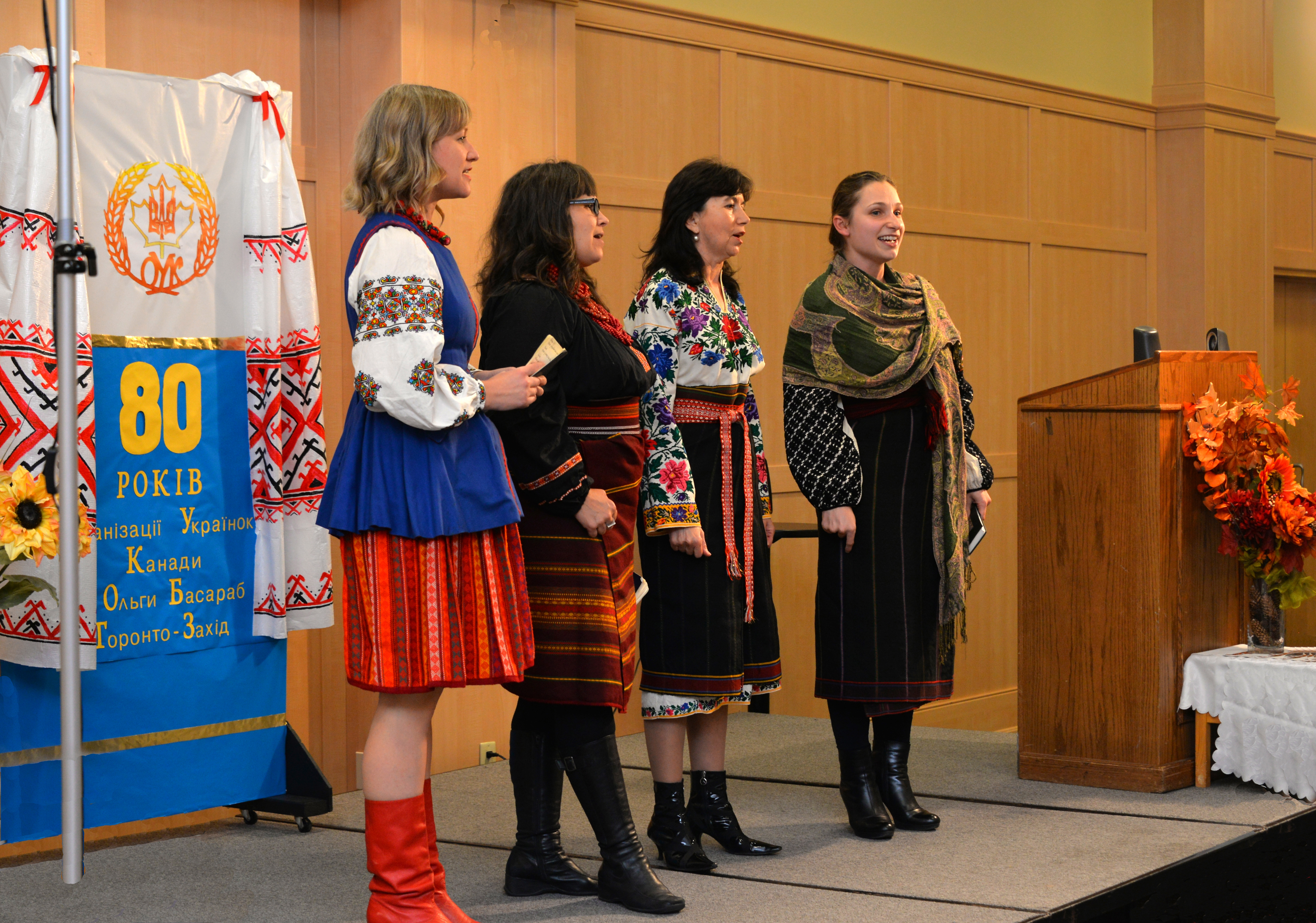
Відзначення 80-річного ювілею ОУК в осередку Торонто-Захід.
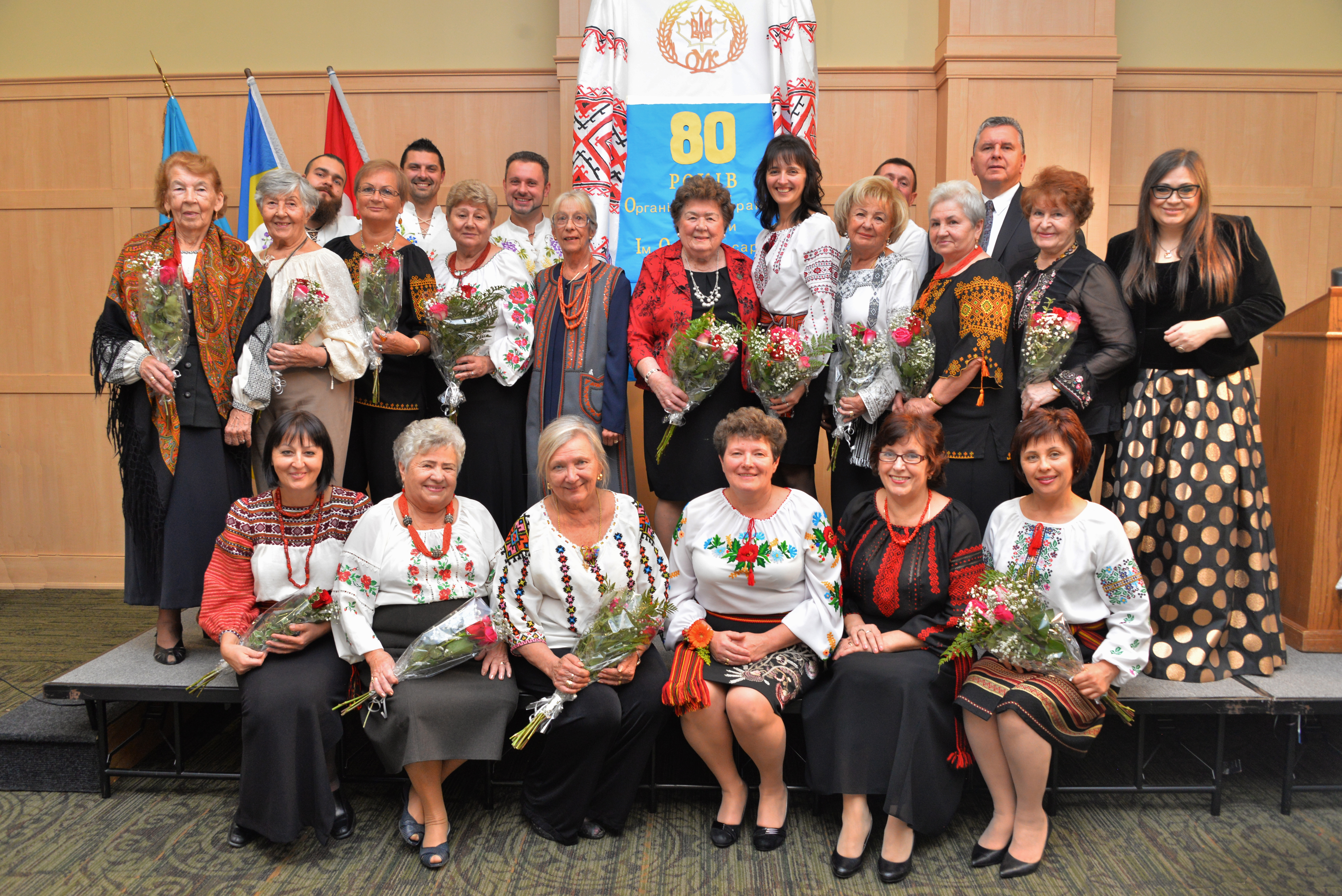
Керівниці та активістки організації з почесними гостями, жовтень 2016.

## Керівництво організації
- Голова ОУК у 1989- 1992 рр. Марія Підкович
- Голова ОУК у 1992-1998 рр. Павлина Загребельна
- Голова ОУК у 1998-2004 рр. Ірена Ващук
- Голова ОУК у 2004-2010 рр. Наталка Бундза
- Голова ОУК у 2010-2011 рр. Ярослава Івасиків
- Голова ОУК у 2011-2018 рр. Ольга Шевель
- Голова ОУК у 2018-2019 рр. Петруся Латишко
- Голова ОУК у 2020-2021 рр. Діяна Федун
- Нинішня Голова від 2022 р. Петруся Латишко[6].